# Osseina

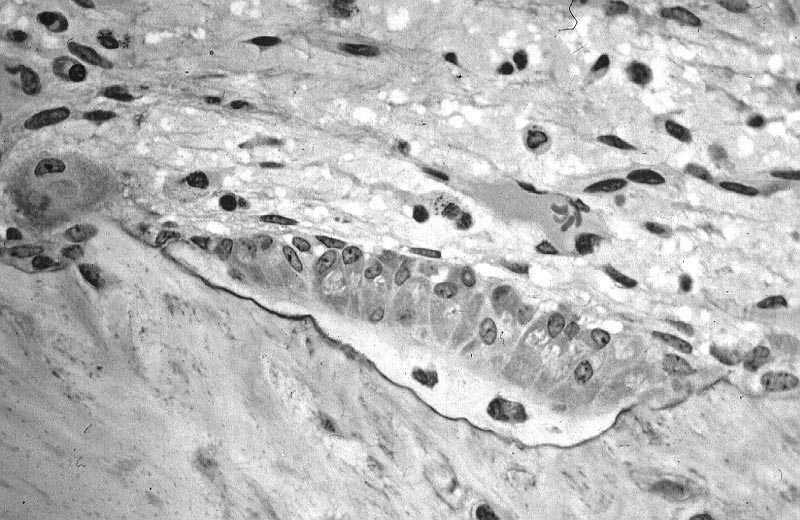
Osteoblasti che secernano l'osteina.

L'osseina, anche chiamata osteina, è una componente organica di natura proteica della matrice extracellulare del tessuto osseo. È formata dalle fibre collagene, per il 95% di tipo I , e residua in caso di trattamento dell'osso con una soluzione acida diluita che rimuove la matrice minerale. Compone circa il 40% della massa ossea ed è responsabile dell'elasticità delle ossa.
Il nome è stato coniato a metà del XIX secolo da Charles Philippe Robin e François Verdeil escludendo altre denominazioni impropriamente usate, come "gelatina delle ossa", "materia collagena" e "materia cartilaginea delle ossa".